# Sury-aux-Bois
Sury-aux-Bois è un comune francese di 772 abitanti situato nel dipartimento del Loiret nella regione del Centro-Valle della Loira.

## Società

### Evoluzione demografica
Abitanti censiti